# 肢
肢或稱肢體，是指動物用来支撑身体重量并进行运动的、自带关节和肌肉的附肢。陆地脊椎动物（四足动物）擁有前后两对共四條肢體，故又稱為四肢。
肢体的最远端部分称为肢端（extremity）；但在人体解剖学中，肢体亦使用英语 extremity。每条肢体的末端接触地面的部分称作脚或足，其中一些四足步行的动物在脚尖演化出了更利于踮脚奔跑的角质蹄。水生和半水生物种则演化出了更利于划水游泳的蹼和鳍肢。
在直立行走的四足动物（包括人类）中，前肢和后肢则称作上肢和下肢，上肢分为肩带（也称“膀”）、臂（分为上臂和前臂）和高度特化的末端，其中一些（比如灵长类哺乳动物）演化出了利于抓握的手，鸟类和翼手目哺乳动物（蝙蝠）则演化出了可以飞翔的翅；下肢则由盆带（也称髋部）、腿（分大腿和小腿）和负重特化的脚组成。
无脊椎动物中，节肢动物的成虫也依赖肢體（腿肢）在陆地上（比如昆虫纲、蛛形纲和多足纲）和水中（比如甲壳类，特别是多甲总纲）进行移动，其中一些还将最前端的一对肢体演化成了可以觅食和打斗的触肢和钳肢。